# Indkøbsfri dag
 Der er for få eller ingen kildehenvisninger i denne artikel, hvilket er et problem. Du kan hjælpe ved at angive troværdige kilder til de påstande, som fremføres i artiklen.

Indkøbsfri dag er en dag hvor man ikke køber nogen produkter og på den måde demonstrerer imod forbrugerkulturen. 
I USA og Canada hedder dagen Buy Nothing Day og ligger på dagen efter Thanksgiving, som er en af de største indkøbsdage. I mange andre lande er det dagen efter.